# إيمة
الإيمة (الاسم العلمي: Imma) هي جنس من الحشرات تتبع الفصيلة الإيميات من رتبة حرشفيات الأجنحة.

## أنواع الإيمة
- إيمة إسفينية
- إيمة رملية
- إيمة شفانية
- إيمة ملتحمة
- إيمة متفاوتة
- إيمة مسننة
- إيمة مصفرة